# HUSH (倖田來未の曲)
「HUSH」（ハッシュ）は、日本の女性歌手、倖田來未の61枚目のシングルである（ライブ会場・ファンクラブ・配信限定販売）。2017年10月4日にrhythm zoneよりリリースされた。

## 解説
前作「LIT」より2ヶ月ぶりのリリース。
倖田來未のツアー『KODA KUMI LIVE TOUR 2017 〜W FACE〜』での会場、オフィシャルファンクラブ『倖田組』『playroom』、mu-mo、配信のみ購入できるシングル。
8月、10月、12月に発売予定の3作連続シングルの第2弾。
本作は、15thアルバム『AND』には収録せず、16thアルバム『DNA』に収録された。

## 収録曲
1. HUSH [3:50]
作詞：Kumi Koda, TEEDA
作曲：Albin Nordqvist, Louise Frick Sveen
2. HUSH -Instrumental- [3:50]

## 収録アルバム
- HUSH
  - 『DNA』
  - 『BEST 〜2000-2020〜』(ファンクラブ限定盤)

## 収録ライブ映像
- HUSH
  - 『KODA KUMI LIVE TOUR 2018 -DNA-』